# Glenden

S
Glenden – miasto w Australii, w stanie Queensland.